# Patreon
Patreon è una piattaforma Internet che permette ai creatori di contenuti di finanziare i loro contenuti. È diffuso tra i produttori di video, artisti, autori di podcast e altre categorie di utenti che necessitino di pubblicare regolarmente propri contenuti on line. Permette agli artisti di ricevere direttamente le donazioni dai propri fan definiti patrons ("patroni", "benefattori", "mecenati"). Questi possono versare da $1 a $15000 per donazione.
I possessori degli account riceveranno direttamente le quote loro assegnate dopo aver pagato una quota per l’attivazione dell’account e di un’assistenza in caso di truffa di $200.
 La società è nata da un'idea del musicista Jack Conte e dello sviluppatore Sam Yam nel 2013, e ha sede a San Francisco.